# Пивник, Александр Васильевич
Пивник Александр Васильевич (2 февраля 1942 года, Бикин, Хабаровский край — 8 ноября 2023) — советский и российский терапевт и гематолог, профессор, доктор медицинских наук, Заслуженный врач Российской Федерации. Руководитель отдела онкогематологии и вторичных иммунодефицитных заболевании ГБУЗ МКНЦ имени А.С. Логинова ДЗМ. Член европейской ассоциации гематологов.

## Биография
Родился 2 февраля 1942 года в городке Бикин Хабаровского края в семье врача педиатра Пивник Сарры Исааковны, выпускницы 2-го МОЛГМИ (1940). В 1959 году закончил 5-ю городскую школу г. Хабаровска и поступил в Хабаровский медицинский институт. После сдачи экзаменов за второй курс перевёлся в 1-й МОЛМИ (сейчас ММА им И. М. Сеченова) и в 1965 г. закончил 200-м выпуском его лечебный факультет. Александр Васильевич отмечал, что по Хабаровскому мединституту в памяти навсегда остались выдающиеся учителя медицины: блестящий преподаватель нормальной анатомии Леонид Платонович Береко, профессор-физиолог Минут-Сорохтина Ольга Павловна (сотрудница академика И. П. Павлова), ассистент кафедры терапии Борис Залманович Сиротин. В 1-м МОЛМИ запомнились репрессированные ранее академики В. Н. Виноградов, В. Х. Василенко, Б. Б. Коган, далее — академик А. Л. Мясников, доцент И. И. Пулин, доцент Н. П. Пырлина, профессор В. С. Смоленский, профессор В. В. Закусов и профессор Д. А. Харкевич, академик В. И. Стручков, академик А. И. Струков, профессор Юмашев, академик М. И. Кузин, профессор Л. Д. Линденбратен, академик В. В. Кованов.
После окончания 1-го МОЛМИ в 1965 году, Александр Васильевич начинает работать в Раменской ЦРБ участковым терапевтом и ординатором терапевтического отделения, где трудится много лет. За время работы в данной больнице, Александр Васильевич активно совершенствует свои теоретические знания и практические навыки благодаря таким земским врачам как: Заслуженные врачи Российской Федерации заведующие терапевтическими отделениями Добролюбов Владимир Николаевич и Балабанов Михаил Михайлович, инфекционист Ражба Надежда Иосифовна, хирург Степкин Николай Сергеевич, онколог Крафт Елена Андреевна, реаниматолог Давыдова Юлия Максимовна. Также А. В. Пивник считает, что немалый вклад в его становление внесли медицинские сестры всех отделений Раменской ЦРБ.
В 1968 году Александр Васильевич поступает во 2-й МОЛМИ для прохождения ординатуры по внутренним болезням, которая находилась на базе 2-й градской больницы, на кафедре профессора А. А. Шелагурова, у доцента В. В. Мурашко и ассистента фронтовика - Д. П. Ильина в 1968-70 гг.
В эти же годы познакомился с кафедрой гематологии ЦИУ (РМАПО) на циклах у ассистента Милевской Ю. Л. и доцента А. В. Демидовой. Здесь же слушал профессора И. А. Кассирского, профессора Г. А. Алексеева, профессора М.Г. Абрамова и других сотрудников данной кафедры. А также стал посещать гематологическое отделение Боткинской больницы, где увидел смертельно больных людей, помощь которым оставалась симптоматической. Как утверждает А. В. Пивник, это был вызов, который он преодолевает всю жизнь. До ординатуры, приезжая на общество гематологов из Раменского, слушал всех известных гематологов СССР. В том числе выдающегося гематолога и профессора Ю. И. Лорие. Прослушал защиты докторских диссертаций Л. И. Идельсона, А. В. Демидовой, А. И. Воробьёва.
В 1970 году начинает работу районным гематологом в Раменской ЦРБ.
С 1972 года тесно связан с кафедрой гематологии ЦИУ (РМАПО) и Центральной клинической больницы № 2 имени Н.А. Семашко МПС в отделении Э. Н. Гречихиной. Такие преподаватели как Л. Д. Гриншпун, В. В. Пашков, Н. Т. Фокитна, Н. Е. Андреева оказали большое влияние на молодого Александра Васильевича, помогая ему улучшать знания по терапии и гематологии. Л. И. Идельсон, которого Александр Васильевич считает гениальным врачом, инициировал, руководил и участвовал в обеих его диссертациях — 1979 и 1997.
В 1990 году, академик А. И. Воробьёв, определяет Александра Васильевича ассистентом на кафедру гематологии ЦИУ (РМАПО), а затем профессором и руководителем отделения гематологии и интенсивной терапии (ГиИТ) Гематологического Научного Центра (ГНЦ) РАМН. Где в 1997 году, под руководством того же А. И. Воробьёва, пишет свою вторую диссертацию. Которую, как говорит Александр Васильевич, буквально волоком извлек из него, академик А. И. Воробьёв.
Обе диссертации посвящены редкой патологии красной крови на стыке с лейкозами и лимфомами — парциальной красноклеточной аплазии костного мозга (ПККА).
Кафедра гематологии и интенсивной терапии ЦИУ (РМАПО), все годы своего существования с 30-х годов занималась практически всеми проблемами гематологии — от генетики до малокровия. Пристально изучались некоторые разделы гематологии, среди которых — острые и хронические лейкозы, анемии и кровоточивость, миеломная болезнь, лимфогранулематоз и лимфосаркомы. Трудные диагнозы, сложные больные, пограничные состояния — ревматология, дерматология, неврология, психиатрия, нефрология, гепатология — всегда были в центре внимания сотрудников. Собственно, всеми этими проблемами А. В. Пивник занимался и в ГиИТе со своими сотрудниками. Некоторые из них завершили кандидатские диссертации, другие работают практическим врачами, научными работниками в России и за рубежом. Из них сформировались крупные деятельные профессионалы -гематологи, заведующие гематологическими отделениями, профессора.
В 2002 году А. В. Пивник покидает ГНЦ РАМН и работает в НИИ детской гематологии, затем НМХЦ им. Н. И. Пирогова, а также в частных клиниках: «Диагност», «Семейный доктор», «Генотехнология».
В последующие годы Александр Васильевич, по инициативе к. м. н. Лии Давыдовны Гриншпун, выполняет вместе с ней обходы в гематологическом отделении ГКБ № 60, где лечились ВИЧ-инфицированные больные с гематологической патологией. Помимо этого, он консультировал ВИЧ-инфицированных больных с лимфомами в ИКБ № 2 и переводил больных их в ГКБ № 60, где стали концентрироваться больные с данной патологией. С 2012 году А. В. Пивник работает в НИИ Гастроэнтерологии, который в 2013 году слился с ГКБ № 60, образовав Московский Клинический Научно-практический Центр ДЗ, где он по настоящее время успешно работает руководителем отдела онкогематологии и вторичных иммунодефицитных заболеваний. Это единственное в стране учреждение, имеющее отделение, где лечатся ВИЧ-инфицированные больные с патологией системы крови и лимфатической ткани.
В 2017 году Александр Васильевич Пивник также начала работу над программой комплексного обследования и лечения ВИЧ-инфицированных больных в московской Клинике 12, созданной сотрудниками НМИЦ им. Н.Н. Блохина. 

## Основные научные достижения
Под руководством профессора Л. И. Идельсона, Александр Васильевич стал собирать и анализировать данные о редкой форме малокровия - парциальной красноклеточной аплазии костного мозга (ПККА). Это оказалось возможным благодаря активности сотрудников кафедры гематологии ЦИУ (РМАПО). Из 220 млн населения удалось собрать 132 больных ПККА, которых Александр Васильевич проследил в течение 25 лет. Эти материалы изложены в кандидатской диссертации 1979 года и докторской 1997 года. Научным консультантом докторской диссертации стал академик А. И. Воробьёв, а оппонентом академик Г. И. Абелев.
В последней диссертации изложено участие Александра Васильевича в открытии межвидового антигена эритробластов млекопитающих - МАЭМ. Предшественники клеток красного ряда гемопоэза, содержат (щие) этот антиген-мишень для специфических антител и Т-лимфоцитов при ПККА. Реальность существования анти-МАЭМ антител доказана терапевтической активностью плазмы крови больной ПККА НУЕХ против опухолевых эритрокариоцитов больного ММ, страдавшего эритромиелозом Ди Гулельмо.
Следующим научным интересом стал лимфогранулематоз (лимфома Ходжкина), которым кафедра занималось все годы. «Кандидатская диссертация Н. А. Растригина завершила эпоху токсичной терапии МОРP/AVBD + ЛТ по радикальной программе у 211 больных в 2000 году. Кандидацкая диссертация С. М. Алешенко из лаборатории ГНЦ, руководимой классиком отечественной неинфекционной иммунологии профессором Ю. М. Зарецкой, показала участие группы генов, связанных с лимфомой Ходжкина (ЛХ). Показано, что определённые гены, связаны с хорошим или плохим прогнозом исхода болезни. Оказалось, что больные ЛХ — гомозиготы по определённым генам, а родители больного — гетерозиготы. Совместно с сотрудниками НИИ ИБОХ проф. В. Т. Ивановым, д. х. н. Карелиным А. А., к. х. н. Филипповой М. М. показана особенность коротких цепей гемоглобина эритроцитов больных ЛХ – они представляют собой расщеплённые альфа цепи гемоглобина, являясь более короткими по сравнению с нормой участками, из 1 - 31 аминокислотных остатков. Эти короткие пептиды отнесены к нейропептидам. Предположено, что эти нейропептиды отвечают за своеобразный характер психики и поведение больных ЛХ. Работами сотрудницы НИИ ИБОХ к. х. н. Е.Ю. Блищенко показано участие цепей гемоглобина в стимуляции опухолевого роста клеточной линии К-562.
Наблюдение за ВИЧ-инфицированными больными с лимфомой Ходжкина предполагает участие механизма IRIS (воспалительный синдром восстановления иммунитета) в патогенезе ЛХ с включением вируса Эпштейна-Барр. Это принципиально новый подход к изучению патогенеза ЛХ.
Результатом работы в ГиИТ ГНЦ стали: 60 врачей которые получили как первичную специализацию по гематологии, так и защитили кандидатские диссертации под руководством А. В. Пивника:
- Патогенез анемии при лимфомах. Зыбунова Елена Евгеньевна, 1994 год.
- Эффективность циклоспорина А в лечении парциальной красноклеточной аплазии костного мозга. Кравченко Сергей Кирилович, 1998 год.
- Клинико-иммунологические особенности аутоиммунных гемолитических анемий. Подберезин Марк Мосеевич,1998 год.
- Клинические и сероэпидемиологические особенности лимфомы Беркитта в Республике Йемен. Аль-Мадхаджи Аруа Ахмед,1998 год.
- Эндокринная регуляция репродуктивной системы и её сохранение у женщин с болезнью Ходжкина в процессе комбинированной терапии. Игнашина Елена Викторовна,1998 год.
- Диагностическая лапароскопия при заболеваниях системы крови. Фадеев Олег Анатольевич, 1999 год.
- Альтернирующая полихромотерапия лимфогранулематоза. Расстригин Николай Александрович, 1999 год.
- Лучевая диагностика остаточных образований средостения у больных лифогранулёматозом. Марголин Олег Викторович, 2000 год.
- Клиническое значение цитокинов sCD30, sIL-2R, IL-10 и IL-6 при лимфопролиферативных заболеваниях. Лазарев Игорь Евгеньевич, 2000 год.
- Фиброз легких, кардиопатии и вторичные опухоли у лиц в длительной ремиссии лимфогранулематоза. Насибов Орхан Меграли-Огли, 2000 год.
- Современные принципы лечения различных форм хронического лимфолейкоза. Габеева Нелли Георгиевна, 2001 год.
- Прогностическое значение мутаций VH-D-JH- региона при хроническом лимфолейкозе. Никитин Евгений Александрович, 2001 год.
- Первичные лимфатические опухоли желудка. Звонков Евгений Евгеньевич, 2002 год.
- Туберкулёз у больных лимфогранулематозом: клиника, диагностика, лечение. Юлдашева Нодира Эргашевна, 2002 год.
- Главный комплекс гистосовместимости у больных гемобластозами: полиморфизм генов HLA класса II. Хамаганова Екатерина Георгиевна, 2002 год. Докторская диссертация, первый руководитель — академик Ю. М. Зарецкая.
- Клиника и ДНК-диагностика острой перемежающейся порфирии. Пустовойт Ярослав Сергеевич, 2002 год.
- Диагностика и лечение первичных лимфатических опухолей головного мозга. Губкин Андрей Владимирович, 2004 год.
- Волосатоклеточный лейкоз: особенности течения, современная тактика терапии. Аль-Ради Любовь Саттаровна, 2008 год.

Профессорская работа Александра Васильевича: чтение лекций и семинаров на кафедре гематологии РМАПО и ГНЦ МЗ РФ. Руководство и участие в создании диссертаций. Участие в съездах, конференциях по гематологии в РФ и за рубежом. А также участие в клинических исследованиях новых лекарственных препаратов.

## Научно-практические интересы
Проблемы, области научных и практических интересов, которыми занимается А. В. Пивник, это злокачественные лимфомы и опухоли лимфатической системы: лимфатические опухоли, лимфогранулематоз (болезнь Ходжкина), все лимфоцитомы, хронический лимфолейкоз, волосатоклеточный лейкоз, лимфомы головного мозга, спинного мозга, оболочек мозга, лимфомы средостения, желудка и кишечника, лимфома Беркитта, лимфомы почек, яичка, лимфомы костей. Анемии, все формы малокровия, включая редкие — парциальная красноклеточная апалзию костного мозга, инфекция парвовирусом B19, порфирии, включая острую перемежающуюся порфирию.
Особый научный и практический интерес представляют различные гематологические заболевания у ВИЧ-инфицированных пациентов. В основном это агрессивные лимфомы (Беркитт и ДВККЛ, плазмобластная лимфома). 75 % таких больных коинфицированные вирусами гепатитов С и В, в основном С. Особый интерес представляют малоизвестные гематологам заболевание, хорошо изученное гастроэнтерологами — целиакия. Важной проблемой остаётся изучение некротической энтеропатии, возникающей в условиях агранулоцитоза, а появление ростового фактора кератиноцитов обещает укорочение сроков лечения.
Малоизвестная проблема гематологических изменений при тромбозе воротной вены стала предметом изучения в отделе А. В. Пивника.
А. В. Пивник специально занимается больными с «трудными диагнозами», пограничными состояниями на стыке с кожными заболеваниями, болезнями почек, суставов, печени, сердца, иктеричностью неясной этиологии, лихорадками, увеличением лимфатических желез, селезёнки и печени. А также ускоренным СОЭ, изменённым количеством и формы эритроцитов, высоким уровнем гемоглобина, низким количеством тромбоцитов и лейкоцитов и наоборот высокое их количеством.

## Публикации и труды
А. В. Пивник является автором 300 печатных работ, двух изобретений, разделов в руководствах по гематологии, дерматологии, двух монографий: Туберкулёз у больных лимфогранулематозом: клиника, диагностика, лечение. Юлдашева Нодира Эргашевна со авт. 2010. Андижан. Гериатрическая гематология. Под редакцией Л. Д. Гриншпун, А. В. Пивника,Т1-2011 Т2-2012. Изд Медиум. Москва.
- Гериатрическая гематология. Заболевания системы крови в старших возрастных группах в 2 томах. Под редакцией Л. Д. Гриншпун, А. В. Пивника. Том 1. — М. : Медиум, 2011. – С. 310. - ISBN 978-5-85691-077-2. Тираж 1000 экз.
- Гериатрическая гематология. Заболевания системы крови в старших возрастных группах в 2 томах. Под редакцией Л. Д. Гриншпун, А. В. Пивника. Том 2. — М. : Медиум, 2012. – С. 728. - ISBN 978-5-85691-078-8. Тираж 1000 экз.

А. В. Пивник имеет опубликованные статьи в таких ведущих журналах по гематологии и онкогематологии как: 
- «Клиническая онкогематология. Фундаментальные исследования и клиническая практика» - ПИ №ФС77-40211 от 10.06.2010 г., ISSN 1997-6933, ISSN Online 2500-2139. Тираж 3000 экз[9].

Одними из таких статей являются: 
1. Пивник А.В., Туманова М.В., Серёгин Н.В., Пархоменко Ю.Г., Тишкевич О.А., Ковригина А.М., Ликунов Е.Б. Лимфомы у ВИЧ-инфицированных больных: обзор литературы. Клин. онкогематол. 2014; 7(3): 264–77[10].
2. Войцеховский В.В., Филатов Л.Б., Пивник А.В., Авдонин П.В., Есенина Т.В., Судаков А.Г. Особенности диагностики и лечения тромботической тромбоцитопенической пурпуры, развившейся во время беременности: обзор литературы и собственное наблюдение. Клин. онкогематол. 2014; 7(4): 587–598[11].
3. А.В. Пивник. Применение ритуксимаба у гематологических больных с ВИЧ-инфекцией. Клин. онкогематол. 2013; 6(1): 84-90[12].

- «Haematologica. The journal of the European Hematology Association and the Ferrata Storti Foundation» - ISSN 0390-6078 print, ISSN 1592-8721 online[13].

1. Vinokurov A.A., Tarusin D.I., Lutsenko I.N., Moiseeva T.N., Pivnik A.V. RECOVERY OF SPERMATOGENESIS (SP) IN TREATED HODGKIN'S LYMPHOMA YOUNG MALES (HL). Haematologica. 2010. Т. 95. № S4. С. 37-38[14].
2. Skorokhod O.A., Kulikova E.V., Galkina N.M., Medvedev P.V., Zybunova E.E., Vitvitsky V.M., Pivnik A.V., Ataullakhanov F.I. DOXORUBICIN PHARMACOKINETICS IN LYMPHOMA PATIENTS TREATED WITH DOXORUBICIN-LOADED EYTHROCYTES. Haematologica. 2007. Т. 92. № 4. С. 570-571[15].

## Патенты на изобретения
- Устройство для хранения компонентов крови. Номер патента: 936923. 23.06.1982, СССР[16].
- Антигенный маркер эритрокариоцитов человека, сходный с антигеном эритробластов мыши // Бюл. эксперим. биологии и медицины. 1978. № 9. C. 330-332. Иевлева Е. С., Тер-Григоров В. С., Граф И. А., Пивник А. В., Идельсон Л. И.
- Способ лечения лейкоза с аутоиммунными проявлениями, индуцированного в эксперименте, 27.07.1997. Номер патента: 2085215. Класс патента: A61K39/44[17][18].

- Способ оценки состояния организма и карта для оценки состояния организма.Номер патентного документа: 004083. Регистрационный номер заявки: 200101249. Индексы Международной патентной классификации: A61B 5/00 (2006.01)[19].

## Цитирование
Данные Российского индекса научного цитирования (РИНЦ): Пивник А. В. имеет число цитирований из публикаций, входящих в РИНЦ - 1192. Индекс Хирша по публикациям в РИНЦ - 13.

## Награды
Указом президента Российской Федерации от 14.01.2002 г. № 31, А. В. Пивник удостоен почётного звания Заслуженный врач Российской Федерации.